# Європейський маршрут цегляної готики

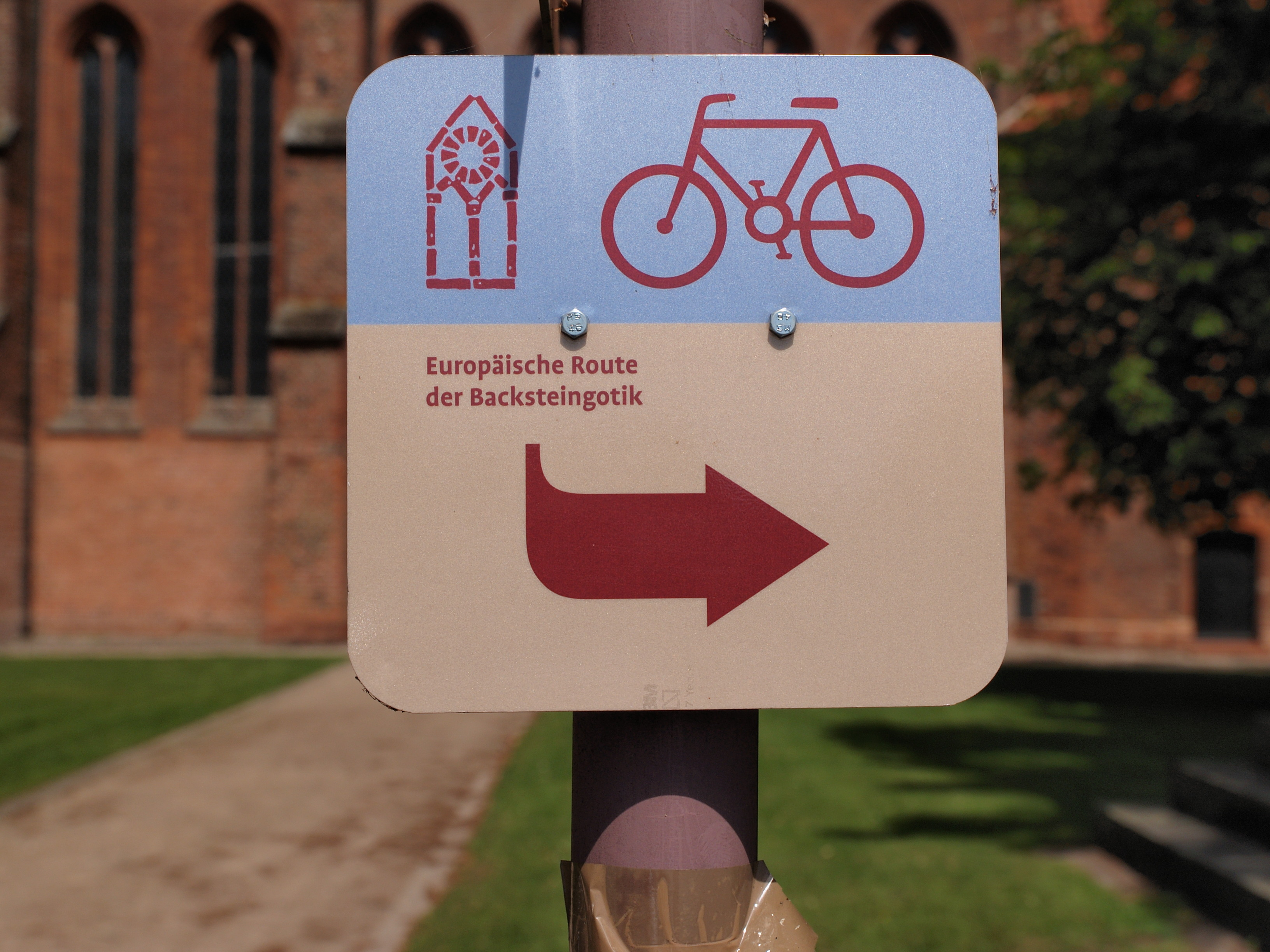
Інформаційне табло велосипедного маршруту EuroB

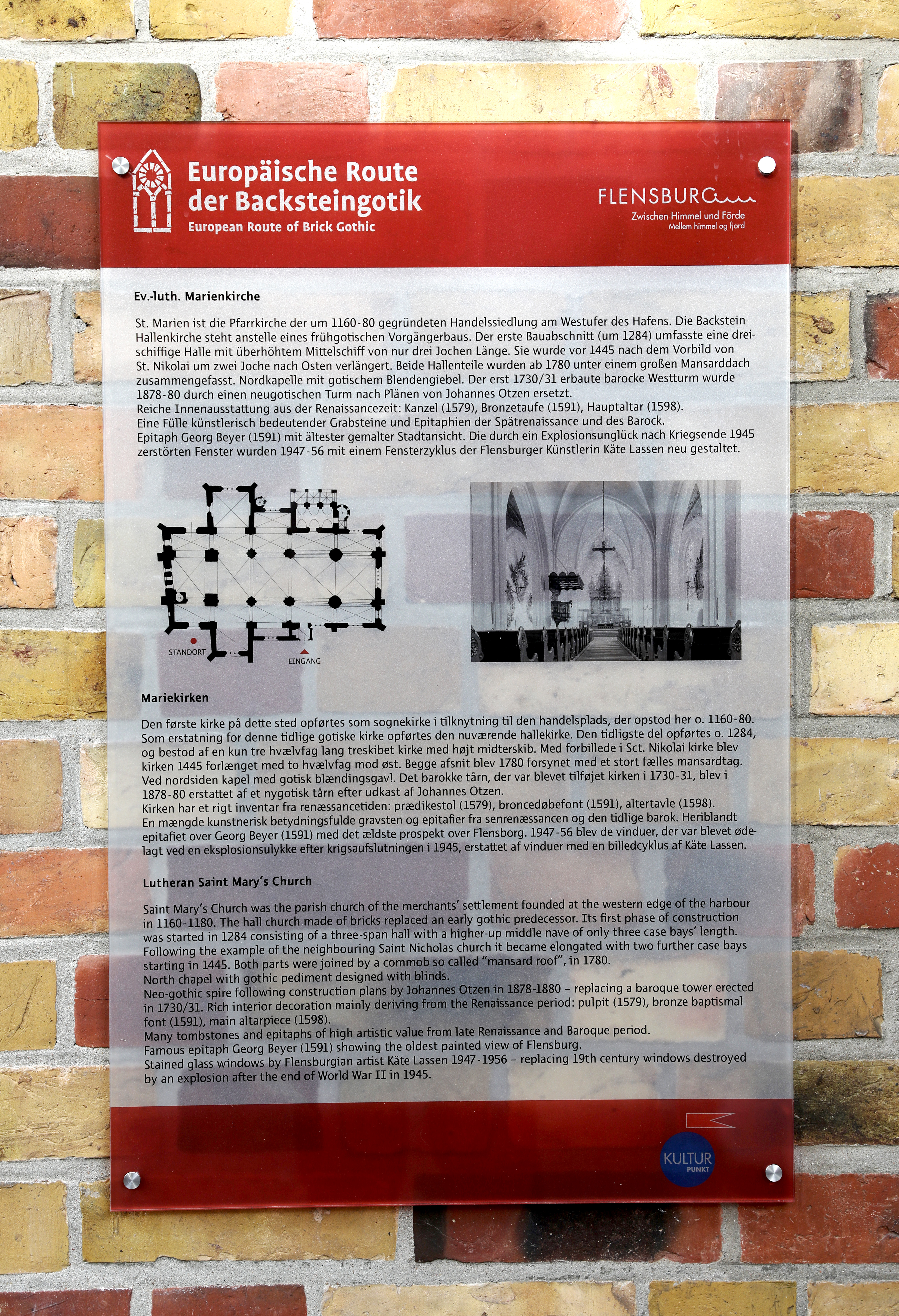
Інформаційне табло об'єкта ЄвроБ

Європейський маршрут цегляної готики стежка (EuRoB) — це асоціація міст, містечок, регіонів, комун та установ, у яких є готичні цегляні будівлі або чиї штаб-квартири розташовані в цегляній готичній будівлі. Мережа співпраці також включає численні спонсори та партнерів.
Стежка з'єднує кілька сотень сакральних і світських споруд у Данії, Німеччині та Польщі, включаючи монастирі, церкви, ратуші та багатоквартирні будинки, а також міські укріплення, такі як міські мури, вежі та в'їзні ворота до міст.
Метою Асоціації є підтримка мистецтва та культури, а також науки, освіти та міжнародного взаєморозуміння, зокрема турбота про спільну культурну спадщину цегляної готики та її популяризація серед ширшої аудиторії.

## Історія
У 90-ті роки XX століття Готфрід Кісов, колишній багаторічний голова правління Німецького фонду охорони пам'яток (нім. Deutsche Stiftung Denkmalschutz), заснував ініціативу «Шляхи до цегляної готики» (нім Wege zur Backsteingotik). Метою ініціативи було врятувати численні пам'ятки архітектури цегляної готики в колишній НДР і, як наслідок, привернути увагу до надзвичайної культурної спадщини цегляної готики. Діяльність завершилася виставкою під назвою «Gebrannte Größe» («Спалена велич»), яка в 2002 році проходила в ганзейських містах Грайфсвальд, Росток, Штральзунд, Вісмар і Любек. Наразі виставку все ще можна побачити в костелі Св. Марії у Вісмарі та церкві Св. Марії в Нойбранденбурзі.
У 2002 році до ініціативи «Дорога до цегляної готики» приєдналися два послідовні європейські проекти: «Europäische Route der Backsteingotik» і «European Route of Brick Gothic» (EuRoB і EuRoB II). В обох проектах брали участь 34 партнери (у тому числі майже 30 міст і регіонів) з Данії, Німеччини, Швеції, Польщі, Естонії, Латвії та Литви. Другий європейський проект EuRoB II був завершений у 2007 році.
Тоді, 26 вересня 2007 року в Грайфсвальді багато партнерів, які раніше співпрацювали над проектами, об'єднали зусилля та заснували Асоціацію «Європейський шлях цегляної готики» (нім. «Europäische Route der Backsteingotik e. V.»).
У 2008 році асоціація отримала номінацію на премію «Trendmarke des Jahres» («Модний бренд року») від найбільшого культурного журналу Німеччини «KulturSPIEGEL» та агентства Causales. У 2010 році під час Європейської торгової ярмарки охорони пам'яток (нім. Europäische Leitmesse für Denkmalpflege) у Лейпцигу асоціація була нагороджена золотою медаллю за надзвичайні досягнення в галузі культури пам'яток. У 2012 році асоціація отримала Спеціальний приз журі Європейської федерації асоціацій охорони культурної та природної спадщини Europa Nostra.

## Цілі та діяльність Асоціації
Цілями Асоціації European Route of Brick Gothic є:
- підтримка та подальший розвиток Європейського шляху цегляної готики, визначеної культурно-історичними ознаками,
- облік та документування пам'яток мурованої готичної архітектури на цьому маршруті,
- представлення історії та розвитку європейської цегляної готики та її будівництва, мистецького та культурно-історичного контексту,
- презентація Європейського шляху цегляної готики та її історичних будівель європейській громадськості,
- реалізація інформаційних заходів та заходів та проектів, пов'язаних з європейською цегляною готикою з точки зору культури та історії,
- концепція та реалізація освітніх заходів для членів та тих, хто цікавиться європейською цегляною готикою,
- реалізація місцевих, регіональних та міжнародних публікацій, презентацій та заходів для інформування про «Європейський шлях цегляної готики» та залучення місцевих жителів та акторів, а також
- розробка та розповсюдження інформаційних матеріалів, а також використання електронних медіа для потреб європейської цегляної готики.

В Асоціації діють дві робочі групи, одна з яких займається наукою та цегляною готикою, а друга – туризмом та маркетингом.
Асоціація European Route of Brick Gothic бере участь у численних проектах, включаючи Європейський рік спадщини, ініційований Європейською комісією у 2018 році під гаслом «Поділ спадщиною» та існує донині як мережа співпраці та проводить різноманітні заходи: як частина ініціативи, у третю суботу червня в Європі відзначається Brick Gothic Day.
Путівник Європейського маршруту цегляної готики «Слідами Середньовіччя та Ганзи» можна безкоштовно замовити на сайті Асоціації.

## Список міст на маршруті
Данія:
- 1. Легумклостер

Німеччина:
| - 1. Анклам 2. Бад Доберан 3. Бранденбург-на-Гафелі 4. Букстехуде 5. Хорін 6. Еберсвальде 7. Фленсбург 8. Франкфурт (Одер) 9. Грайфсвальд 10. Гюстров 11. Ютербог 12. Любек 13. Люнебург 14. Бардовік 15. Церкви навколо Люнебурга (Kirchenkreis Люнебург) | - 1. Люнебургський Кльостер — монастирі навколо Люнебурга 2. Нойбранденбург 3. Бург-Штаргард 4. Нойклостер 5. Пархім 6. Пазевальк 7. Пренцлау 8. Рібніц-Дамгартен 9. Росток 10. Штендаль 11. Штральзунд 12. Тангермюнде 13. Вісмар 14. Вольгаст |

Польща:
| - 1. Хелмно 2. Гданськ 3. Грудзьондз 4. Мислібуж | - 1. Ольштин 2. Плоцьк 3. Славно |

Діяльність Асоціації також підтримується приватними особами, підприємствами та установами.

## Галерея

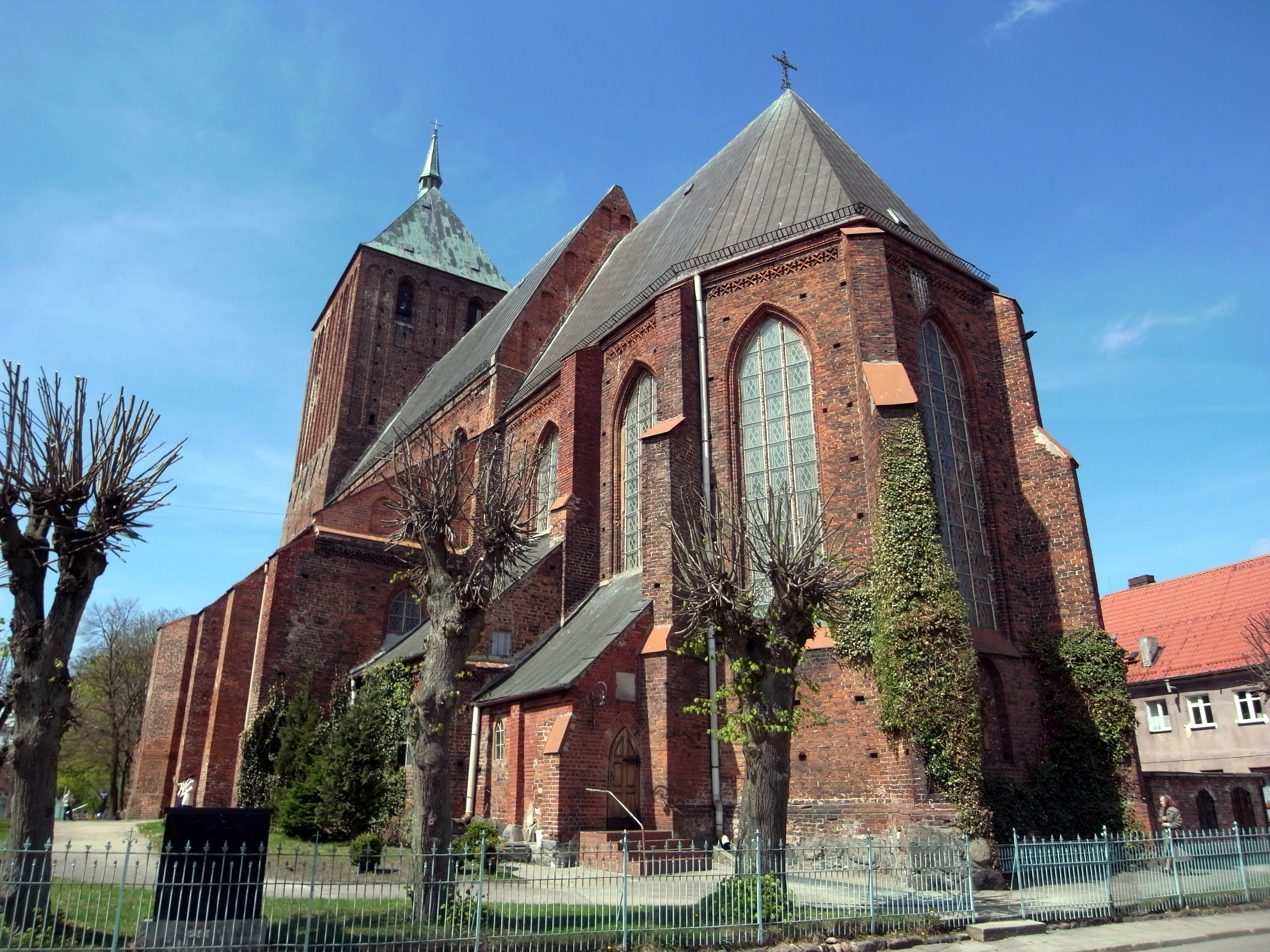
Костел Успіння Пресвятої Діви Марії в Славно
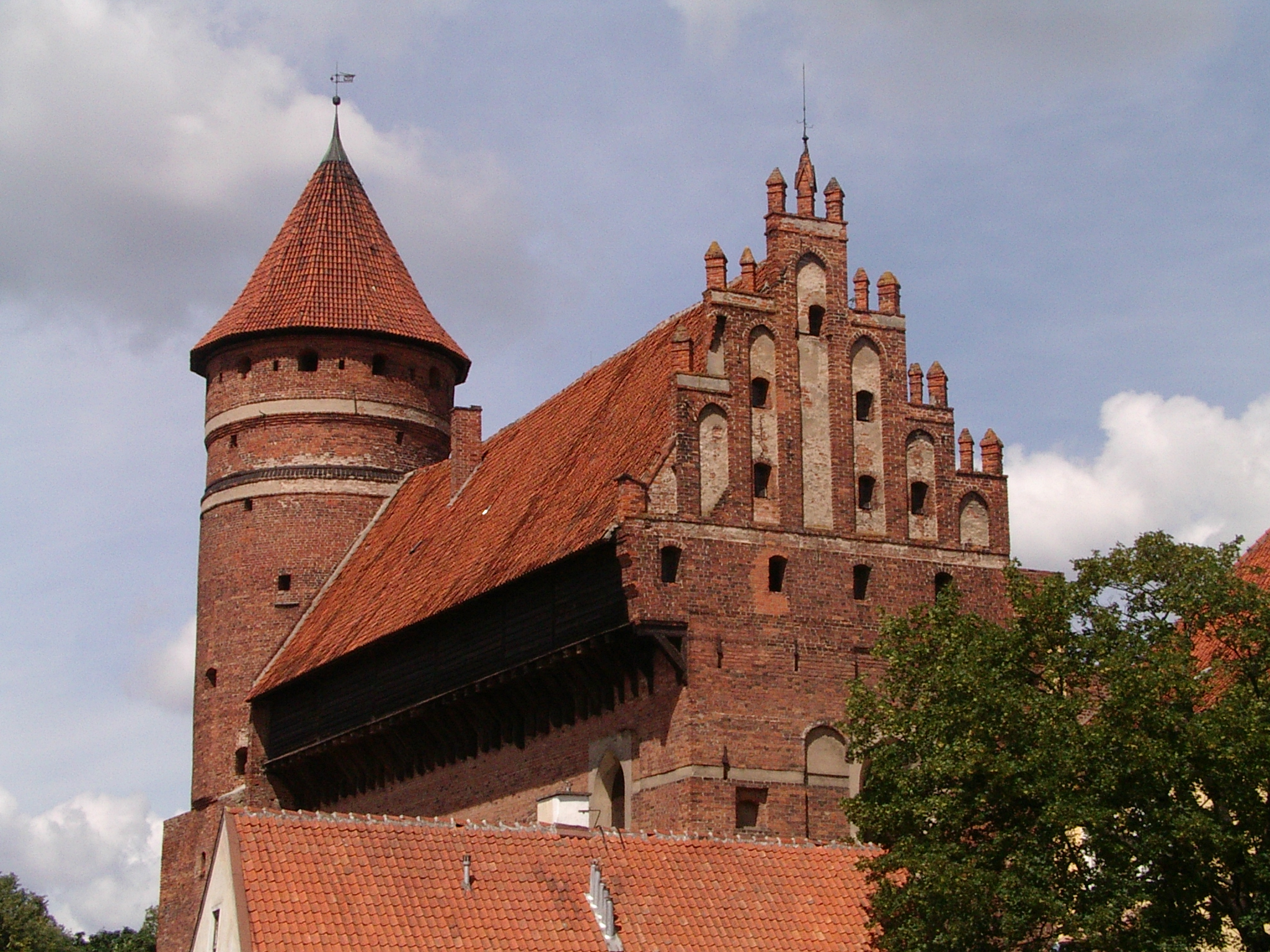
Замок Вармінського капітулу в Ольштині
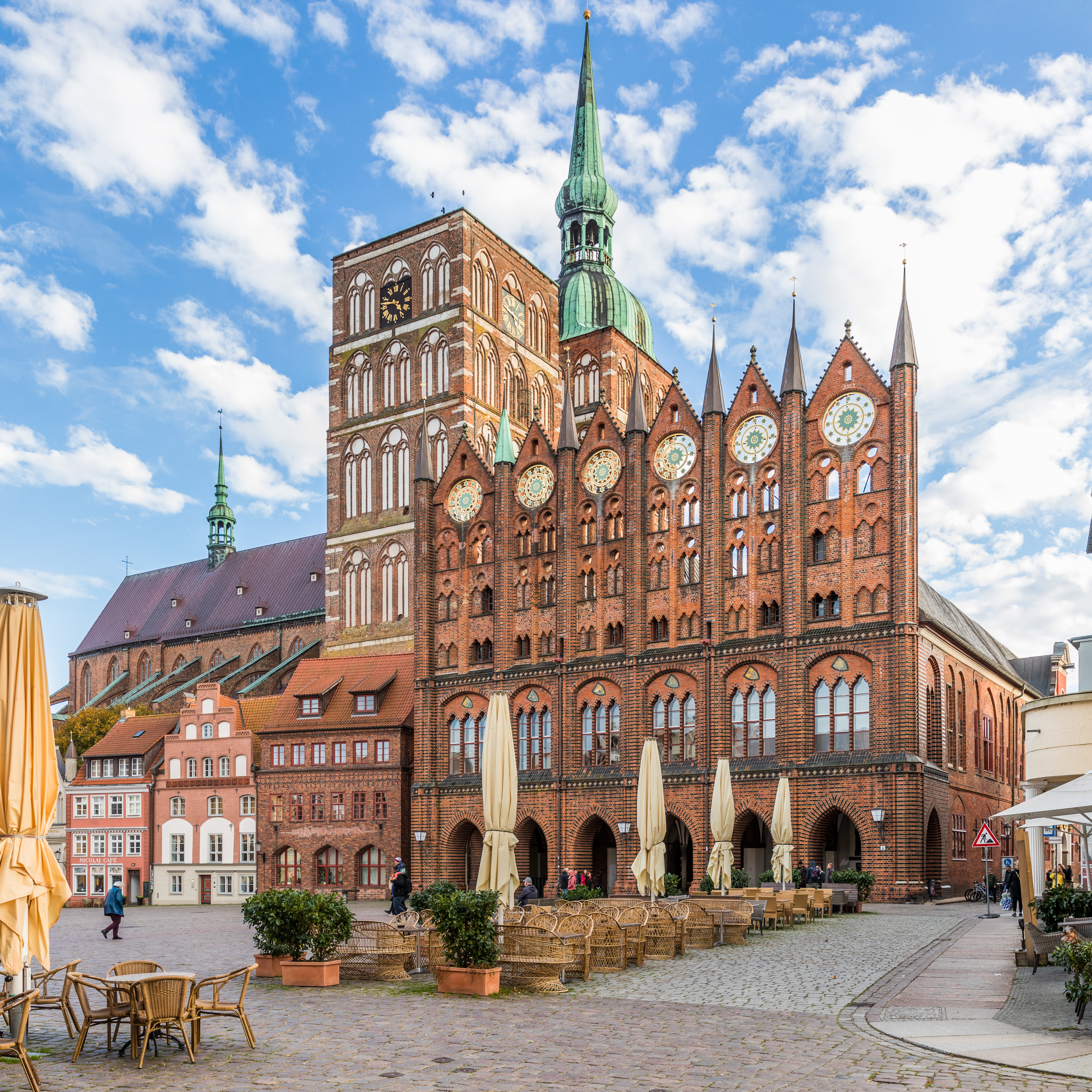
Ратуша та костел св. Миколая в Штральзунді
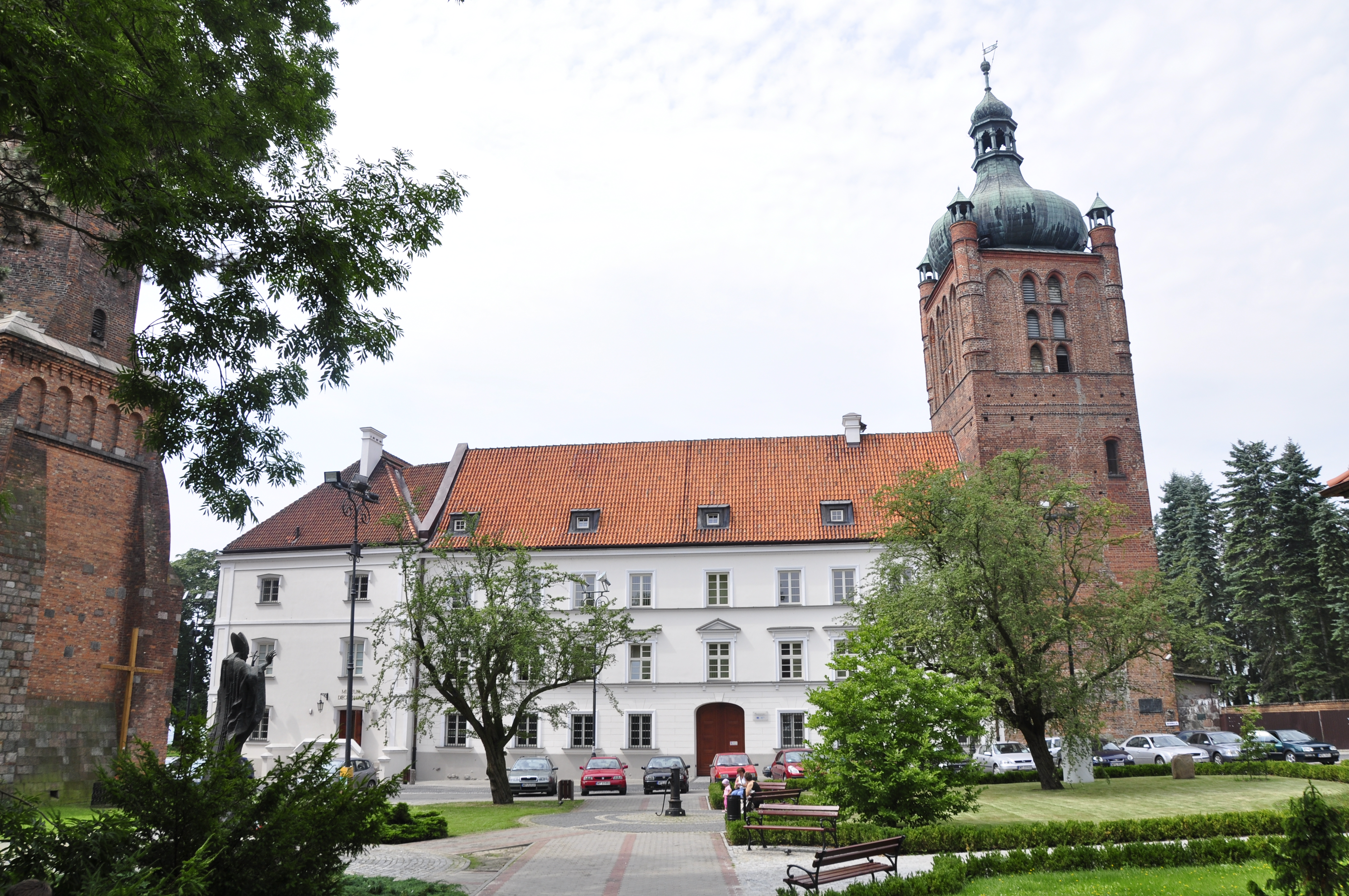
Замок мазовецьких князів у Плоцьку
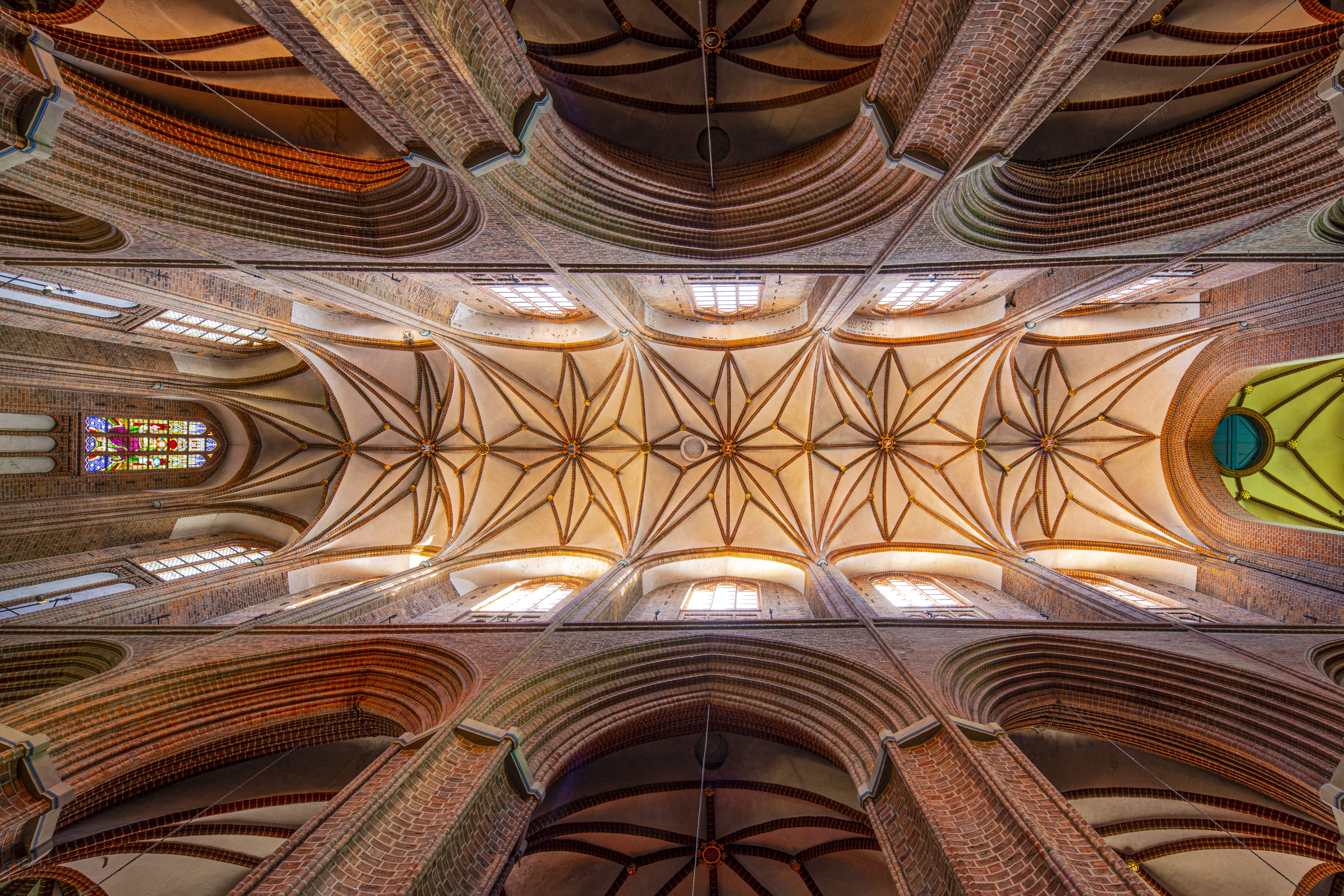
Склепіння церкви св. Миколая в Люнебурзі